# Antonio Tiberi
Antonio Tiberi (Frosinone, 24 de junio de 2001) es un ciclista profesional italiano. Desde 2023 corre para el equipo Team Bahrain Victorious de categoría UCI WorldTeam.

## Trayectoria
En el año 2019 se consagró campeón mundial de la Contrarreloj masculina junior en los campeonatos mundiales de Ciclismo en Yorkshire.
En 2021 fichó por el Trek-Segafredo. Este equipo lo apartó en febrero de 2023 tras hacerse público que mató a un gato con un rifle unos meses atrás y en abril llegó a un acuerdo para rescindir su contrato.

## Palmarés
2019
- Campeonato Mundial Contrarreloj Júnior

2020
- Trofeo Ciudad de San Vendemiano

2022
- 1 etapa del Tour de Hungría

2024
- Clasificación de los jóvenes del Giro de Italia
- Tour de Luxemburgo

## Resultados

### Grandes Vueltas y Campeonatos del Mundo
| Carrera         | Carrera         | 2020 | 2021 | 2022 | 2023 | 2024 | 2025 |
| --------------- | --------------- | ---- | ---- | ---- | ---- | ---- | ---- |
|                 | Giro de Italia  | —    | —    | ―    | ―    | 5.º  | 17.º |
|                 | Tour de Francia | —    | —    | ―    | —    | —    | ―    |
|                 | Vuelta a España | ―    | ―    | 92.º | 18.º | Ab.  | ―    |
| Mundial en Ruta | Mundial en Ruta | —    | —    | —    | —    | 69.º | ―    |

—: no participa

Ab.: abandono

### Vueltas menores
| Carrera | Carrera                | 2020 | 2021 | 2022 | 2023 | 2024 |
| ------- | ---------------------- | ---- | ---- | ---- | ---- | ---- |
|         | Tour Down Under        | —    | X    | X    | 7.º  | —    |
|         | Tirreno-Adriático      | —    | —    | —    | —    | 27.º |
|         | Volta a Cataluña       | —    | —    | —    | —    | 8.º  |
|         | Tour de Romandía       | —    | 33.º | 72.º | —    | —    |
|         | Critérium del Dauphiné | —    | —    | 66.º | —    | Ab.  |
|         | Vuelta a Suiza         | —    | Ab.  | —    | —    |      |
|         | Tour de Polonia        | —    | Ab.  | 43.º | 45.º |      |

—: no participa

Ab.: abandono

## Equipos
- Team Franco Ballerini Primigi Store (2018-2019)
- Team Colpack Ballan (2020)
- Trek-Segafredo (stagiaire) (08.2020-12.2020)
- Trek-Segafredo (2021-2023)[5]
- Team Bahrain Victorious (2023[6]-)